# Notre maison brûle et nous regardons ailleurs
« Notre maison brûle et nous regardons ailleurs » est une petite phrase prononcée par Jacques Chirac, président de la République française, en ouverture de son discours devant l'assemblée plénière du IVe Sommet de la Terre le 2 septembre 2002 à Johannesburg, en Afrique du Sud.

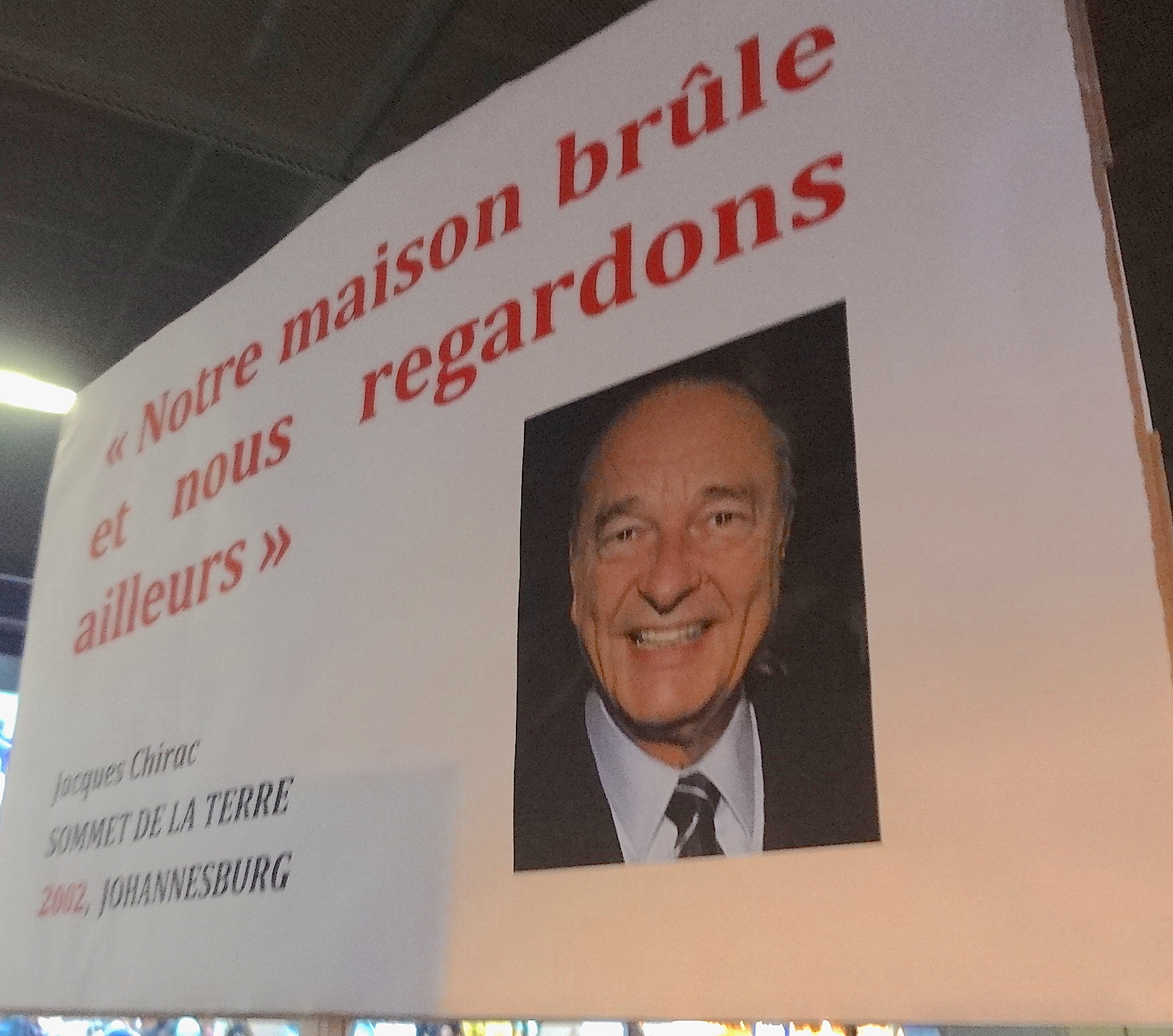
Pancarte avec la citation lors d'une marche pour le climat en Suisse (2019).

En se référant en particulier au réchauffement climatique, la déclaration du chef de l'État français fait à la fois le constat de la destruction de la Nature et la critique de l'indifférence des habitants de la Terre face à cette catastrophe qui mettrait pourtant à l'épreuve et en danger l'espèce humaine tout entière. 
Selon les commentateurs, qui apprécient les intentions de l'orateur, mais qui regrettent aussi sa prise de conscience tardive, elle n'est que très peu suivie d'effet de la part de celui-ci, de son auditoire et de ses cibles. Le même voyage permet à Jacques Chirac et au Premier ministre britannique Tony Blair d'amorcer une collaboration qui finit par déboucher sur la mise en place de la taxation des billets d'avion pour financer l'aide au développement.

## Contexte
Le discours du président français a lieu le 2 septembre 2002 devant l'assemblée plénière du quatrième Sommet de la Terre, se tenant du 26 août au 4 septembre 2002. Jacques Chirac s'exprime à la tribune alors qu'il a été réélu président de la République quelques mois auparavant, au terme d'une élection durant laquelle l'environnement n'a tenu qu'une place secondaire, étant surtout marquée par la présence du candidat d'extrême droite Jean-Marie Le Pen au second tour.
En route pour le sommet, Jacques Chirac s'arrête à Ndjamena, au Tchad, le 1er septembre. Il rencontre Idriss Déby Itno et s'entretient avec lui de la situation régionale et des relations bilatérales avant de l'inviter en France et de reprendre l'avion pour le sommet. L'Airbus présidentiel atterrit sur la base aérienne de Waterkloof aux alentours de 21 heures 30, et le Président s'installe à l'hôtel Sandton Hilton une demi-heure plus tard.
Ce n'est pas la première fois que Jacques Chirac se retrouve en Afrique du Sud en tant que président puisqu'il effectue une première visite d'État dans le pays en juin 1998. Cependant, s'il rencontre à cette occasion Nelson Mandela, il ne visite pas Johannesburg, où a lieu le sommet.

## Contenu

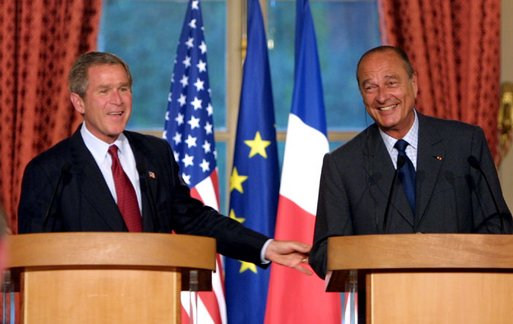
Jacques Chirac (à droite) en 2002 avec George W. Bush (à gauche), une cible indirecte de son discours de Johannesburg.

Le passage le plus célèbre du discours de Jacques Chirac est constitué par les quelques phrases liminaires :

« Notre maison brûle et nous regardons ailleurs. La nature, mutilée, surexploitée, ne parvient plus à se reconstituer, et nous refusons de l'admettre. L'humanité souffre. Elle souffre de mal-développement, au Nord comme au Sud, et nous sommes indifférents. La Terre et l'humanité sont en péril, et nous en sommes tous responsables. »

Il énumère ensuite les grands problèmes environnementaux et de développement humain qui se posent continent par continent.
Citée la première, l'Europe frappée par des catastrophes naturelles et des crises sanitaires.
En Amérique du Nord, l'économie américaine souvent « boulimique en ressources naturelles » et « atteinte d'une crise de confiance dans ses modes de régulation ».
L'Amérique latine qui voit resurgir « la crise financière » et ses contrecoups sociaux.
De son côté, l'Asie menacée d'empoisonnement par une pollution qui s'étend et menace, ce dont témoignerait, selon Jacques Chirac, « le nuage brun ».
L'Afrique quant à elle est « accablée par les conflits, le sida, la désertification, la famine ». Pour finir, il cite certains États insulaires menacés de disparition du fait du réchauffement climatique.
Un autre passage très cité du discours intervient à ce moment, quand Jacques Chirac déclare :

« Nous ne pourrons pas dire que nous ne savions pas. Prenons garde que le XXIe siècle ne devienne pas pour les générations futures celui d'un crime de l'Humanité contre la vie. »

Jacques Chirac poursuit en invoquant la responsabilité collective de tous les pays. Il cite en premier lieu celle des pays développés, dont il déduit la responsabilité « première, par l'histoire, par leur puissance et leur niveau de consommation ». Il cite également la responsabilité des pays en développement, qui sont selon lui devant l'obligation d'« inventer un mode de croissance moins polluant ».
Jacques Chirac propose des solutions à cette situation, en appelant de ses vœux la création d'une alliance mondiale pour le développement durable, qui verrait les pays développés changer leurs modes de vie et faire preuve de solidarité envers les autres pays, et les pays en développement en s'engageant sur le chemin d'une bonne gouvernance.
Jacques Chirac identifie cinq chantiers prioritaires pour l'action écologique.
Le premier est le réchauffement climatique, concernant lequel, partant du constat que celui-ci peut encore être réversible, il appelle à la solidarité internationale, notamment à la ratification du Protocole de Kyoto par les grands pays industrialisés.
Le deuxième chantier que cite Jacques Chirac est l'éradication de la pauvreté, qu'il considère comme « un scandale et une aberration » au moment où le XXIe siècle ne fait que commencer. Il souhaite que l'aide au développement se développe pour atteindre les 0,7 % de produit intérieur brut et que les pays trouvent de nouvelles sources de financements pour partager les produits de la mondialisation.
Le troisième chantier est la diversité, biologique comme culturelle, en souhaitant la création d'un droit à la diversité et d'instruments juridiques faisant la promotion de l'éthique.
Le quatrième chantier est représenté par les modes de production et de consommation. Jacques Chirac appelle à la sobriété permise par les évolutions techniques et scientifiques, dans le respect toutefois du principe de précaution.
Le cinquième chantier qu'identifie Jacques Chirac est celui de la gouvernance mondiale, dont il précise que le défi est de parvenir à « humaniser et maîtriser » la mondialisation. Cette gouvernance devrait selon lui reconnaître l'existence de biens publics mondiaux devant être gérés en commun, et de créer un intérêt supérieur de l'humanité, afin « d'assurer la cohérence de l'action internationale ». C'est dans ce cadre qu'il souhaite que soit créé un conseil de sécurité économique et sociale, ainsi qu'une organisation mondiale de l'environnement. Il propose que celle-ci soit dotée d'une fonction d'évaluation par ses pairs, similaire à ce mécanisme de gouvernance introduit au sein de l'OCDE.
Il conclut son discours en rappelant que l'apparition de l'être humain est bien récente au regard de la vie géologique de la planète Terre. Il appelle de ses vœux une coopération renforcée entre les pays, pour mettre un frein « à la puissance et aux appétits » de l'espèce humaine, sans quoi celle-ci pourrait bien disparaître, « par égoïsme ou par aveuglement ».

## Inspirations

### Écriture du discours
La phrase la plus marquante du discours a été imaginée par Jean-Paul Deléage, physicien, géopolitologue et historien de l'écologie, spécialement pour le discours du président français à ce sommet mondial.
On a longtemps cru qu'elle s'inspire de la chanson Beds Are Burning de Midnight Oil en 1986 (extrait : « How do we sleep while our beds are burning »),. En effet, à cette époque, l'Australie était en proie aux feux de forêt et le réchauffement climatique en était la cause selon les militants écologistes.
Cependant, à l'occasion du décès de Jacques Chirac, Jean-Paul Deléage déclare, auprès de la radio France Info, ne pas s'être inspiré de cette chanson Beds are Burning des Australiens de Midnight Oil : « Je ne connaissais pas ce groupe ! » sourit l'universitaire, assurant que l'idée lui est venue spontanément, à la relecture du texte.
Nicolas Hulot s'accorde la paternité de cette phrase inspirée de celle de Victor Hugo : « La nature nous parle mais nous ne l'écoutons pas ».

## Postérité
Le discours du Président Chirac à Johannesbourg a fait l'objet de citations, de reprises et de déclarations publiques qui s'en sont inspirées.

### Greta Thunberg

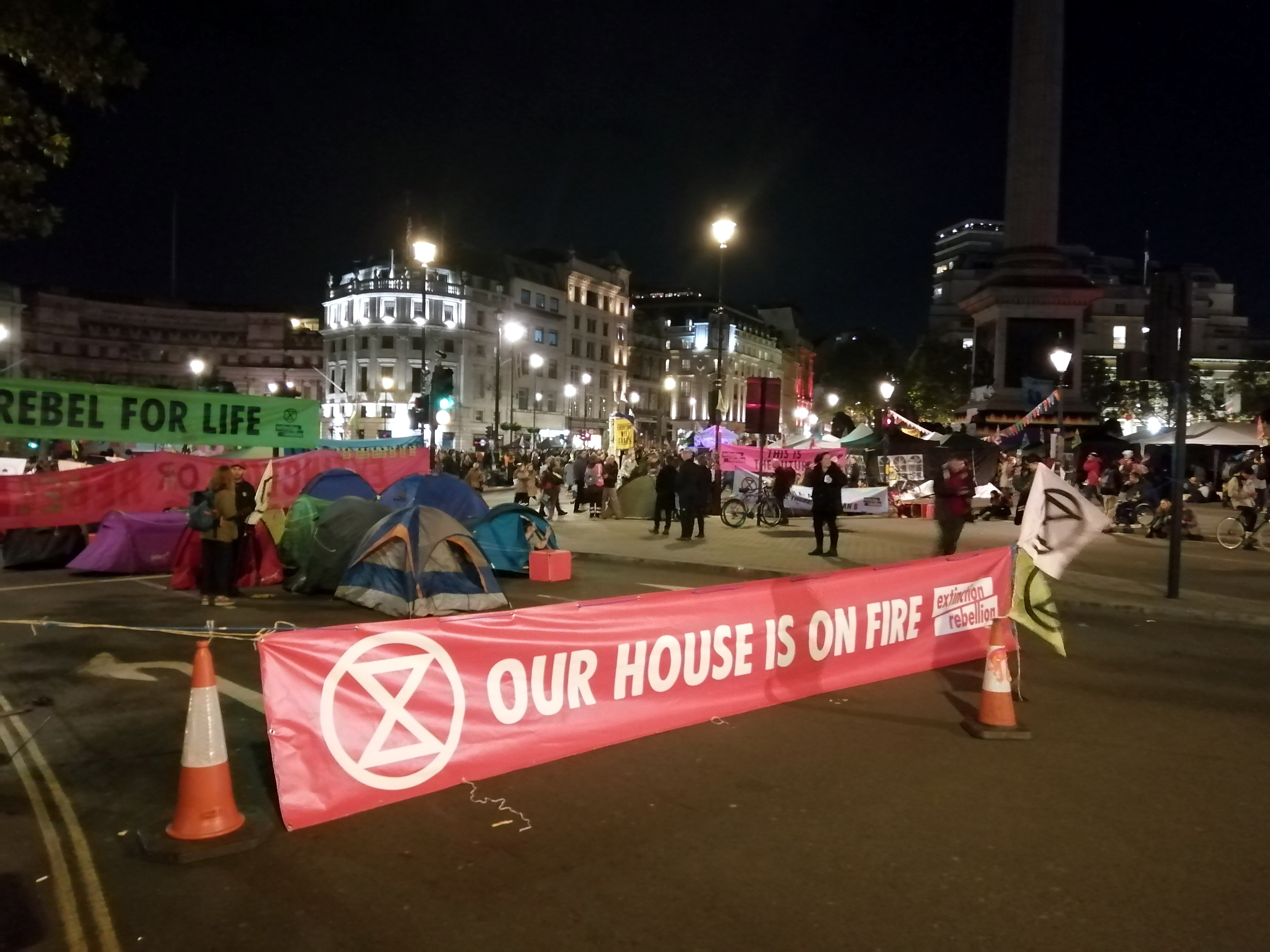
Banderole d'Extinction Rebellion citant le discours « Our house is on fire » (Notre maison brûle) de Greta Thunberg (Londres, octobre 2019).

Au Forum économique mondial de janvier 2019, la jeune militante suédoise Greta Thunberg utilise une formulation similaire en déclarant[source insuffisante] : « Notre maison est en feu. Je veux que vous ressentiez la peur que je ressens chaque jour. Nous n'avons plus que douze ans pour agir. Et on ne fait rien ! »

### Hubert Reeves
En 2019, l'astrophysicien et écologiste franco-québécois Hubert Reeves raconte :

« Je fais un rêve qui revient souvent. On est dans une maison, il y a une fête, on mange. Et puis, tout à coup, je sens la fumée. Je me dis : « Il y a le feu ! » Je regarde autour de moi et je vois que personne ne réagit. Je m'alarme : « C'est grave, la maison flambe et personne ne réagit. » Comme disait Jacques Chirac, il ne faut pas cesser de dire aux gens que la maison brûle, même si pour le moment ils continuent de regarder ailleurs. »

### Kaaris
En 2021, le rappeur français Kaaris effectue une référence écologiste à la célèbre phrase de Jacques Chirac, en déclarant dans sa chanson Hallyday : « On détruit notre maison sans raison, à ce qu'il parait, la couche d'ozone protège la Terre comme le téflon ».